# Rente
Pour les articles homonymes, voir Rente (homonymie).
 (avril 2011).
Si vous disposez d'ouvrages ou d'articles de référence ou si vous connaissez des sites web de qualité traitant du thème abordé ici, merci de compléter l'article en donnant les références utiles à sa vérifiabilité et en les liant à la section « Notes et références ».
Une rente est, pour un particulier, une somme fixée à l'avance reçue périodiquement (par exemple chaque mois ou chaque année), pour une durée fixée d'avance (rente certaine) ou, éventuellement, pour le reste de sa vie (rente viagère), provenant du patrimoine de ce particulier. Une rente est également définie de façon plus générale comme le revenu provenant d'un patrimoine.
En économie, c'est une notion centrale (liée à celle de profit) mais qui a de multiples définitions selon les auteurs. De façon approximative, c'est un bénéfice supplémentaire qu'un agent économique peut obtenir par rapport à ses concurrents, parce que ses coûts de production sont inférieurs pour un prix de vente identique, ou parce qu'il est en mesure d'obtenir un prix de vente supérieur.
En finance, c'est un emprunt perpétuel (sans remboursement du capital, mais avec versement d'intérêts réguliers et fixes) émis par un État, constituant une source de revenus pour un particulier. Si la rente est payable en fin de période, elle est postnumerando ; si elle est payable en début de période, elle est praenumerando. Quant à la période de paiements, la rente est perpétuelle quand elle est toujours payée, ne connaît pas de terme, alors qu'une rente temporaire se paie pour une durée déterminée.

## Historique

### XVIIeetXVIIIesiècles
Les rentes constituées sont une forme de crédit qui s'est développée en France aux XVIIe et XVIIIe siècles pour pallier l'absence de système de crédit bancaire, la religion catholique interdisant de toucher des intérêts. Le receveur des rentes pouvait être chargé de collecter celles bénéficiant à de riches personnages.
Le prêteur ne peut exiger de remboursement. Seul l'emprunteur peut en décider. Ce système permet à la rente de contourner la législation qui prohibe l’usure : la rente est dite « perpétuelle ». Par ailleurs, le droit du prêteur est en général assuré par une garantie sur un immeuble, un terrain, ou une autre rente, ce qui permet de limiter le montant de l'intérêt.
Le seul moyen pour le rentier de récupérer le fonds qu’il a prêté est de céder la propriété de la rente à un tiers, qui lui rembourse ce capital et perçoit les intérêts à venir (appelés « arrérages » ou « quartiers », versés par trimestre).
Colbert s'opposera aux rentes constituées dans les années 1660, lorsqu'il crée des manufactures car il « déteste le rentier : économiquement il le perçoit comme un oisif parasitaire dont les capitaux ne s'investissent ni dans l'industrie ni dans le commerce, et politiquement, il le perçoit comme un danger », écrit l'historien Michel Vergé-Franceschi.
« Les profits excessifs qu'apportent les constitutions de rente pouvant servir d'occasion à l'oisiveté et empêcher nos sujets de s'adonner au commerce et aux manufactures, à l'agriculture, nous avons résolu d'en diminuer le profit », lui répond, en bon élève, Louis XIV.
Entre 1704 et 1726, la France connaît un long épisode de tentative de réorganisation des rentes : entre autres, John Law tenta de les transformer en actions aux porteurs grâce à son système, misant tout sur le commerce colonial.

### Physiocratie, économie classique
La rente, en particulier la rente agricole, est au cœur de l’analyse économique tout au long du XVIIIe et du XIXe siècle.
François Quesnay, chef de file des physiocrates, identifie dans son Tableau économique (1758-1759) plusieurs classes sociales ; la classe des propriétaires (l'aristocratie, le souverain, et le clergé), subsiste grâce à la rente versée par la classe productive (les fermiers).
Adam Smith (dans Recherches sur la nature et les causes de la richesse des nations, livre I, chapitre 11) fait de longs développements sur la rente de la terre, en distinguant les produits qui fournissent toujours de quoi payer une rente, parmi lesquels il voit la nourriture, et les produits qui tantôt fournissent et tantôt ne fournissent pas de quoi payer une rente.
Ricardo (en particulier dans Des principes de l'économie politique et de l'impôt, chapitre II) ou Marx décrivent longuement les liens entre le niveau de la rente et le niveau de la production. En lien avec la théorie de la valeur, la rente est aux sources des débats sur la relation entre productivité, prix et profit.

### Économie néo-classique
Dans l’approche néo-classique, la rente n’est pas un prix mais un profit : en situation de concurrence pure et parfaite, les profits économiques sont nuls mais toute distorsion se traduit par l’apparition de 'rentes' (voir aussi rente de situation).
La plus classique est la rente de monopole ; en situation de monopole une entreprise pratique un prix supérieur au prix de marché et, en dépit d’une production inférieure, profite de marges supérieures.
Dans cette logique, et de manière plus ponctuelle, la rente est liée à l’idée de niche sur un marché. Dès lors qu’elles existent, la recherche de niches à l’abri de la concurrence (qu’il s’agisse de différences dans les produits, de distance entre les lieux de commercialisation, d’entente entre producteurs, etc.) peut devenir un élément moteur pour certains acteurs. La théorie économique sur la dynamique des innovations technologiques repose d’ailleurs beaucoup sur cette notion de rente : selon que la protection liée à un brevet sera extensive ou non, l’inventeur bénéficiera ou non d’une niche (absence de concurrence) plus ou moins importante. Une protection importante ouvre la porte à des usines, commerces ou logements dépend alors des modes de régulation propres au marché immobilier et du droit associé.

## Revenu pour le rentier
Une rente peut être obtenue « à titre onéreux » (lorsqu'il a fallu verser une somme d'argent, par exemple en souscrivant un titre de rente émis par un État) ou « à titre gratuit ».
La rente viagère, les pensions d'invalidité ou les pensions alimentaires sont ainsi des formes particulières de rente ou assimilables à des rentes.
La retraite, en revanche, n'est une rente que dans un système par capitalisation. Dans un système par répartition la retraite n'est pas un revenu de patrimoine qui a été acheté.
Le terme de rentier est en général réservé à un individu qui « vit de ses rentes », c'est-à-dire qui n'a pas d'« emploi » (même si par ailleurs la gestion de son patrimoine peut représenter un travail important) et qui dispose de revenus relativement fixes et sans risques (placement obligataires à base d'emprunts d'État ou garantis en or, revenus fonciers, contrats d'assurances ou de vente viagère, indemnités obtenues par voie judiciaire, etc.) et suffisants pour un train de vie moyen ou supérieur. Cela exclut les artisans ou professionnels libéraux, dont les revenus sont liés à leur travail même lorsque leur activité représente un capital important. Selon qu'on considère la rente comme un revenu fixe sans risque ou un le revenu provenant du patrimoine, les « capitalistes » sont ou pas des rentiers.
Les fortes périodes d'inflation liées aux deux guerres mondiales ont provoqué la « mort des rentiers », tandis que Keynes se félicitait de « l'euthanasie des rentiers » (façon de mettre au travail une frange de la population). Sur ce point Keynes rejoint les Classiques, à l'exception de Malthus pour qui la rente est un revenu qui augmente la fortune de la nation. En effet, Ricardo considère que les lois sur le blé (corn laws, en anglais) en rendant le blé plus cher augmentent le prix des terres et de la rente,. Cette augmentation se fait au détriment des profits. L'augmentation de la part des rentes dans le PIB national et la baisse de celle, à la fois, des profits (et des salaires réels) accroît le pessimisme de Ricardo et de sa progéniture sur l'avenir du système capitaliste. Par ailleurs, l'augmentation des coûts de production (au dix-neuvième siècle le salaire était évalué en grain) de l'entreprise capitaliste, et donc la baisse de ses profits, décourage l'initiative privée et l'innovation chère à Joseph A. Schumpeter. Pour encourager l'industrie, Ricardo était partisan de l'abolition des corn lows et favorable au libre échange. Certains chercheurs (E. Denison aux États-Unis et Colin Clark) estiment, cependant, que les ricardiens ont exagéré l'analyse de la rente en considérant que sa part dans le PIB national  ne fait qu'augmenter. Contrairement au pronostic de ces auteurs, E. Denison estime que la part de l'agriculture dans le PIB national des États-Unis ne dépasse pas les 3 % à la fin des années 1960, bien qu'elle fût de 9 % avant la première guerre mondiale. Dans le même ordre d'idées, C. Clark constate, à partir des études internationales, que plusieurs pays de l'OCDE sont parvenus à remplacer le sol rare par le travail et le capital. Cependant, Paul Samuelson observe que malgré le progrès technique qui permet de substituer des produits synthétiques fabriqués à partir de produits abondants et donc moins chers, comme le charbon, l'air ou le pétrole, aux produits naturels et donc de satisfaire les besoins à bas prix et de baisser la demande portant sur les produits naturels et donc de diminuer, en fin de compte, la rente du sol, les revenus des propriétaires fonciers continuent, néanmoins, d'augmenter. En effet, pour Samuelson, dans les statistiques nationales modernes, le sol n'est pas intégré comme facteur de production à côté du capital.
On a pu cependant légitimement considérer que les rentiers étaient victimes d'une véritable spoliation à l'occasion du phénomène de l'« effondrement de la rente » survenue avec l'apparition de l'inflation.
En effet, de nombreux rentiers avaient versé à des organismes de placement financier à l'époque où l'inflation ne sévissait pas, un capital destiné par contrat à être remboursé plus tard à eux-mêmes ou à un quelconque bénéficiaire, sous forme de capital ou de rente. Or le moment d'en percevoir le capital ou la rente étant venu, les bénéficiaires n'en ont reçu, en vertu du principe du nominalisme monétaire qui avait cours à l’époque (voir paiement en droit civil), que la valeur nominale, valeur bien inférieure à celle qu'elle aurait eu s'il avait été prévu de la revaloriser de l'inflation.
L'application de ce principe a ainsi permis dans le cadre de ces contrats, à de nombreux organismes de placement financier comme la Caisse des Dépôts et Consignations, de voir leurs actifs valorisés du fait de l'apparition de l'inflation dont ils n'avaient pas à tenir compte lors du remboursement des rentes correspondant aux capitaux versés par leurs clients à l'époque où l'inflation ne sévissait pas.
L'effondrement de la rente dont ont souffert les « rentiers » n'a donc pas eu que des inconvénients puisqu'elle a permis à ces organismes de se constituer à bon compte des actifs importants.

## En matière de rente, le prix détermine le coût
Si la mort des rentiers a été le résultat des périodes fortement inflationnistes en relation avec  les conséquences des deux grandes guerres, il n'en est pas moins vrai que leur agonie a commencé non moins bien avant. Cette crise est devenue bien réelle depuis l'abolition des corn lows en Grande-Bretagne en 1834. La baisse du prix du blé, à cause de l'entrée du blé étranger, a entraîné une baisse de la rente qui constitue un coût pour le fermier. Ce coût est fonction directe du prix du blé. En effet, en matière de rente, la variation du "prix de vente" du produit (grains, cuivre, carburant ou autres produits énergétiques) implique une variation dans la même direction (augmentation ou diminution) de son coût de production : le prix détermine le coût de production et n'est pas déterminé par ce dernier. Si les terres agricoles dans les années 1960 sont moins chères qu'aujourd'hui en France, c'est parce que le prix du blé était bas. C'est parce que le loyer des appartements est trop cher dans le quartier des affaires à Manhattan à New York que les immeubles sont à prix d'or. Les gisements de pétrole sont onéreux si le carburant fossile l'est également. La hausse du prix du pétrole fait apparaître de nouveaux producteurs qui exploitent cette matière dans des conditions plus difficiles (mer du nord, pétrole de schiste) et plus coûteuses, mais rentables,. La baisse du prix provoque un mouvement inverse. En effet, la contraction du prix du produit rend plusieurs exploitations  non rentables dont les exploitants finissent par arrêter leurs opérations en attendant des jours meilleurs,. Seuls les producteurs à bas coûts (comme dans les pays du Golfe où le baril du pétrole est extrait à environ 3 dollars US) résistent à ce mouvement de baisse et restent opérationnels,. L'augmentation du prix du blé, avec les corn lows, provoque l'exploitation des terres moins fertiles et donc à coût élevé. La hausse du prix du blé qui s'ajuste au coût élevé de production dans ces terres, où le travail est ingrat, provoque des augmentations nouvelles de la rente. Ces augmentations deviennent encore plus fortes du fait du protectionnisme qui porte principalement sur le blé et le rend plus rare. Avec la libéralisation du commerce de cette denrée et la baisse de son prix, une baisse des rentes (ou des coûts de production) a été observée en Grande-Bretagne. La rente n'est pas donc la résultante de la confrontation entre l'offre et la demande sur le marché des exploitations ou des terres cultivables mais bien du prix du produit vendu .

## Rentes immobilisées
Des titres de rente sur l'État étaient désignés ainsi et par conséquent de nature normalement mobilière mais que la loi considérait comme des immeubles fictifs après certaines formalités. Ces rentes n'étaient donc aliénables que par des contre-formalités lourdes et on ne pouvait les gager que difficilement. Ce type de rente était destiné à favoriser la stabilité des fortunes.
Un exemple historique est celui des rentes immobilisées constituées en majorat par la Noblesse d'Empire. Les actions immobilisées type canal du Midi ou celles de la Banque de France peuvent y être assimilées. Ces régimes juridiques ont progressivement disparu à partir de 1875.